# Erchie
Erchie ist eine italienische Gemeinde in der Region Apulien, in der Provinz Brindisi.

## Geografie
Erchie hat 8173 Einwohner (Stand 31. Dezember 2023). Es zählt 2952 Privathaushalte. Zwischen 1991 und 2001 fiel die Einwohnerzahl von 8821 auf 8740. Dies entspricht einem Rückgang um 0,9 %.
Die Nachbarorte von Erchie sind Avetrana (TA), Manduria (TA), Oria, San Pancrazio Salentino und Torre Santa Susanna.

## Verkehr
An der Bahnstrecke Martina Franca–Lecce liegt der Haltepunkt Erchie Torre S. Susanna.